# تپه امیرآباد شماره ۱
تپه امیرآباد شماره ۱ مربوط به دوره اشکانیان - سده‌های اولیه و میانه دوران‌های تاریخی پس از اسلام است و در شهرستان کبودرآهنگ، بخش مرکزی، دهستان حاجیلو، روستای امیرآباد واقع شده و این اثر در تاریخ ۷ اسفند ۱۳۸۶ با شمارهٔ ثبت ۲۱۵۸۴ به‌عنوان یکی از آثار ملی ایران به ثبت رسیده است.